# Vinnen Gebrüder
Vinnen Gebrüder GmbH war eine deutsche Reederei mit Sitz in Hamburg. Sie ist nicht mit der Reederei F. A. Vinnen & Co. in Bremen zu verwechseln.
Sie wurde im Jahre 1913 von den Brüdern Gustav Ulrich Vinnen (1874–1930) und Carl Vinnen gegründet und betrieb mehrere Segelschiffe, von denen einige bereits 1914 bzw. im weiteren Verlauf des Ersten Weltkriegs von Feindmächten beschlagnahmt wurden. Ihr letztes Schiff – die Elfrieda, das spätere Segelschulschiff Schulschiff Pommern – wurde im Februar 1928 an den Deutschen Schulschiff-Verein verkauft, und die Firma beendete ihre Reedereiaktivitäten. Sie bestand noch bis zu ihrer Löschung im Firmenregister im Jahre 1952.